# Campeonato Mundial de Gimnasia Rítmica de 2023
El XL Campeonato Mundial de Gimnasia Rítmica se celebró en Valencia (España) entre el 23 y el 27 de agosto de 2023 bajo la organización de la Federación Internacional de Gimnasia (FIG) y la Real Federación Española de Gimnasia.
Las competiciones se realizaron en las instalaciones de la Feria de Valencia.
Las gimnastas de Rusia y Bielorrusia fueron excluidas de este campeonato debido a la invasión rusa de Ucrania.

## Resultados
| Evento                                       | Oro | Plata | Bronce |
| -------------------------------------------- | --- | --- | --- |
| Concurso completo ind. (26.08)               | Darja Varfolomeev · Alemania · 137,450 pts. | Sofia Raffaeli · Italia · 135,700 pts. | Daria Atamanov Israel 131,400 pts. |
| Pelota (23.08)                               | Darja Varfolomeev · Alemania · 35,800 | Sofia Raffaeli · Italia · 35,200 | Stiliana Nikolova Bulgaria 35,150 |
| Mazas (24.08)                                | Darja Varfolomeev · Alemania · 34,350 | Boriana Kalein Bulgaria 33,550 | Viktoriya Onopriyenko · Ucrania · 33,550 |
| Cinta (24.08)                                | Darja Varfolomeev · Alemania · 33,350 | Boriana Kalein Bulgaria 31,850 | Ekaterina Vedeneeva Eslovenia 31,100 |
| Aro (23.08)                                  | Darja Varfolomeev · Alemania · 35,750 | Sofia Raffaeli · Italia · 35,250 | Fanni Pigniczki · Hungría · 34,050 |
| Conjuntos 5 con aro (27.08)                  | China Ding Xinyi Guo Qiqi Hao Ting Pu Yanzhu Wang Lanjing 36,550 | España · Ana Arnau Camarena · Inés Bergua Navales · Mireia Martínez · Patricia Pérez Fos · Salma Solaun · 36,100                                                    | Italia · Martina Centofanti · Agnese Duranti · Alessia Maurelli · Daniela Mogurean · Laura Paris · 35,850                                                                                |
| Conjuntos 3 con cinta + 2 con pelota (27.08) | Israel Shani Bakanov Eliza Banchuk Romi Paritzki Ofir Shaham Diana Svertsov 34,800                                                                                    | China Guo Qiqi Hao Ting Huang Zhangjiayang Pu Yanzhu Wang Lanjing 32,800                                                                                            | Ucrania · Yelyzaveta Azza · Diana Bayeva · Daryna Duda · Alina Melnyk · Olexandra Yushchak · 32,300                                                                                      |
| Conjuntos concurso completo (25.08)          | Israel Shani Bakanov Eliza Banchuk Adar Friedmann Romi Paritzki Ofir Shaham Diana Svertsov 70,800                                                                     | China Ding Xinyi Guo Qiqi Hao Ting Huang Zhangjiayang Pu Yanzhu Wang Lanjing 70,050                                                                                 | España · Ana Arnau Camarena · Inés Bergua Navales · Mireia Martínez · Patricia Pérez Fos · Salma Solaun · 68,600                                                                         |
| Concurso completo por equipos (25.08)        | Bulgaria Individual Eva Brezalieva Boriana Kalein Stiliana Nikolova Conjunto Sofiya Ivanova Kameliya Petrova Rachel Stoyanov Radina Tomova Zhenina Trashlieva 330,150 | Alemania · Individual · Margarita Kolosov · Darja Varfolomeev · Conjunto · Anja Kosan · Daniella Kromm · Alina Oganesyan · Hannah Vester · Emilia Wickert · 326,350 | Italia · Individual · Milena Baldassarri · Sofia Raffaeli · Conjunto · Martina Centofanti · Agnese Duranti · Alessia Maurelli · Daniela Mogurean · Laura Paris · Alessia Russo · 323,850 |

## Medallero
| Núm. | País      | Oro | Plata | Bronce | Total |
| ---- | --------- | --- | ----- | ------ | ----- |
| 1    | Alemania  | 5   | 1     | 0      | 6     |
| 2    | Israel    | 2   | 0     | 1      | 3     |
| 3    | Bulgaria  | 1   | 2     | 1      | 4     |
| 4    | China     | 1   | 2     | 0      | 3     |
| 5    | Italia    | 0   | 3     | 2      | 5     |
| 6    | España    | 0   | 1     | 1      | 2     |
| 7    | Ucrania   | 0   | 0     | 2      | 2     |
| 8    | Eslovenia | 0   | 0     | 1      | 1     |
| 8    | Hungría   | 0   | 0     | 1      | 1     |
|      | TOTAL     | 9   | 9     | 9      | 27    |